# Bezděkov (Havlíčkův Brod-i járás)
Bezděkov település Csehországban, a Havlíčkův Brod-i járásban. Bezděkov Dolní Sokolovec, Sloupno, Libice nad Doubravou és Podmoklany településekkel határos. Lakosainak száma 236 fő (2024. január 1.).

## Népesség
A település lakosságának változását az alábbi diagram mutatja:
| Lakosok száma | 435  | 416  | 432  | 293  | 264  | 235  | 259  | 247  | 242  | 236  |
|               | 1869 | 1890 | 1921 | 1950 | 1980 | 2001 | 2017 | 2019 | 2022 | 2024 |